# 송응창
송응창(중국어: 宋應昌, 병음: Sòng Yīngchāng 쑹잉창[*], 1536년 ~ 1606년)은 명나라의 관료이다. 자는 사문(思文), 호는 동강(桐崗). 항주(杭州) 인화현(仁和縣) 우위적(右衛籍) 출신.

## 생애
가정(嘉靖) 44년(1565년), 진사로 급제했으며 강주지주(絳州知州)에 임명되었다.
융경4년(1570) 12월 9일, 형부원외랑(刑部員外郞)에서 호과급사중(戶科給事中)으로 승진되었다.
융경5년(1571) 5월 29일, 호과급사중(戶科給事中)에서 형과우급사중(刑科右給事中)으로 승진되었다.
융경6년(1572) 2월 21일, 형과우급사중(刑科右給事中)에서 예과좌급사중(禮科左給事中)으로 승진되었다.
만력3년(1575) 2월 20일, 예과좌급사중(禮科左給事中)으로 복직되었다.
만력8년(1580) 2월 17일, 산동(山東) 제남부지부(濟南府知府)에서 산서부사(山西副使)로 승진되었다.
만력11년(1583) 2월 2일, 산서부사(山西副使)에서 하남부사(河南副使)로 승진되었다.
만력12년(1584) 7월 15일, 하남좌참정(河南左參政)에서 산동안찰사(山東按察使)로 승진되었다.
만력14년(1586) 정월 26일, 산동안찰사(山東按察使)에서 강서포정사(江西布政司) 우포정사(右布政使)로 승진되었다.
만력17년(1589) 정월 23일, 강서포정사(江西布政司) 우포정사(右布政使)에서 복건포정사(福建布政司) 좌포정사(左布政使)로 승진되었다.
만력17년(1589) 6월 초10일, 복건포정사(福建布政司) 좌포정사(左布政使)에서 도찰원우부도어사(都察院右副都御史) 산동순무(山東巡撫)로 승진되었다.
만력20년(1592) 4월 21일, 산동순무(山東巡撫)에서 대리시경(大理寺卿)으로 승진되었다.
만력20년(1592) 6월 24일, 대리시경(大理寺卿)에서 공부우시랑(工部右侍郞)으로 승진되었다.
만력20년(1592) 8월 13일, 공부우시랑(工部右侍郞)에서 병부우시랑(兵部右侍郞)으로 승진되었다.
만력20년(1592) 8월 18일, 병부우시랑(兵部右侍郞)으로서 보정(保定)•계주(薊州)•요동(遼東) 등지 군무를 관리하는 보계요동등처경략(保薊遼東等處經略)으로 파견되어 비왜(備倭) 업무를 맡았다.
산동순무(山東巡撫), 주건영위순사(籌建營衛巡司)를 역임하면서 행정을 잘한다는 평가를 받았다. 임진왜란 당시 병부우시랑(兵部右侍郞)으로 만력(萬曆) 20년(1592년) 8월, 경략비왜군무(經略備倭軍務)에 임명되어 제독 이여송(李如松)과 함께 48,000명 병력의 2차 원군 총사령관으로 참전하였고, 보급 등의 군무를 총괄했다. 이여송이 벽제관에서 대패한 이후 일본군과의 강화를 모색해가던 과정에서 교전을 자제시킨 한편, 조선 조정을 정치적으로 견제하다 만력(萬曆) 21년(1593년) 11월, 소환되었다.
이듬해, 평양 수복전의 공적이 참작되어 도찰원우도어사(都察院右都御史)로 승진되기도 했지만, 고향 항주로 낙향해 서호(西湖) 근방의 고산(孤山)에 은거하면서 중앙 정계엔 복귀하지 않은 채 만력(萬曆) 34년(1606년) 2월, 향년 70세로 병사했다. 저서 경략복국요편(經略復國要編)은 명의 조선 파병에 대한 유관 문서들을 수록한 1급 사료로 임란관계사(壬亂關係史)의 귀중한 자료이기도 하다.

## 송응창이 등장한 작품
- 《징비록》 - (KBS1, 2015년, 배우:최일화)

## 저서
- 『경략복국요편(經略復國要編)』